# DJ Arafat

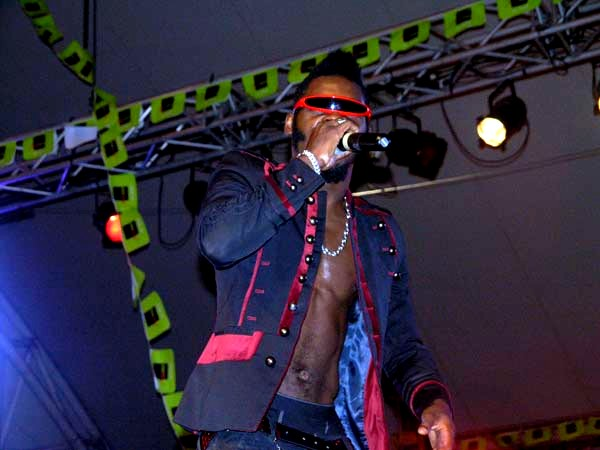
DJ Arafat (2010)

DJ Arafat (bürgerlich Ange Didier Houon; * 26. Januar 1986 in Cocody, Elfenbeinküste; † 12. August 2019 in Abidjan) war ein ivorischer Musiker, der auch unter dem Namen Arafat Muana auftrat. Er galt als einer der Vorreiter der Coupé-Decalé-Musik.

## Leben
DJ Arafat kam 1986 als Sohn der Sängerin Tina Glamour und des Musikers Houon Pierre zur Welt. Im Jahr 2003 veröffentlichte er sein erstes von insgesamt elf Alben. Erfolge feierte er vor allem an der Elfenbeinküste und in Frankreich. In der Musikszene galt er als maßgeblicher Vertreter des Coupé-Decalé-Genres.
Am 11. August 2019 wurde DJ Arafat in seiner Heimatstadt Abidjan in einen Verkehrsunfall verwickelt, an dessen Folgen er am Tag darauf starb. Bei der Beerdigung kam es zu Zwischenfällen. Mehrere Fans stürmten den Friedhof, öffneten den Sarg, entkleideten den Toten und fotografierten ihn. Die Polizei setzte daraufhin Tränengas ein. In der Folge wurden 12 Personen verhaftet. Zu ihren Motiven befragt erklärten sie, dass sie überprüfen wollten, ob sich DJ Arafat wirklich in dem Sarg befunden habe.

## Diskografie

### Alben
- 2003: Goudron Noir
- 2005: Femmes (Obouo Music)
- 2009: Don De Dieu (Obouo Music)
- 2011: Faisons la fête (Obouo Music)
- 2012: Commandant Zabra (Obouo Music)
- 2012: Kpankaka (Obouo Music)
- 2013: Chebeler (Obouo Music)

### Singles
- 2000: Hommage a Jonathan
- 2000: Atalakou
- 2005: Kpangor
- 2008: Mohamed Lamine Feat. Mokobé, Mory Kanté und DJ Arafat: African Tonik (Music Media Consulting)
- 2010: Djessimidjeka
- 2010: Zropoto
- 2012: Kpankaka
- 2013: Yoro Gang
- 2014: Toofan ft. DJ Arafat: Apero
- 2015: Davido ft DJ Arafat: naughty
- 2016: Bebe
- 2018: Lebede ‘2’
- 2018: DJ Arafat ft. Naza: VENTRIPOTENT
- 2018: Tapis vélo
- 2018: Enfant beni
- 2019: Moto Moto

## Auszeichnungen
In den Jahren 2016 und 2017 wurde DJ Arafat mit dem Titel Künstler des Jahres der Elfenbeinküste ausgezeichnet. Bei den KORA All Africa Music Awards 2012 gewann er in der Kategorie Bester männlicher Künstler Westafrika.